# 大杉荣

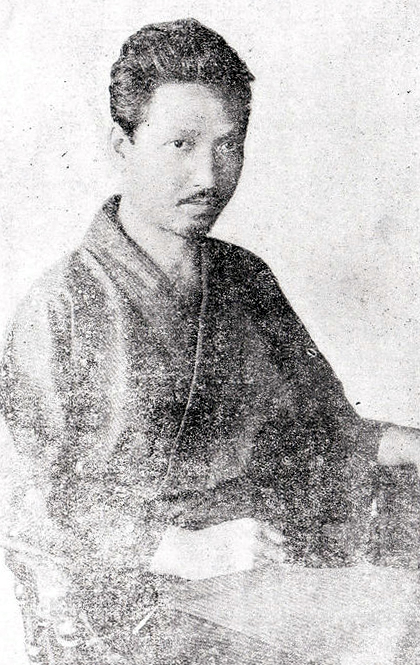
1921年的大杉荣

大杉荣（日语：大杉栄，1885年1月17日—1923年9月16日）, 日本明治、大正时期社会活动家，思想家、作家、无政府主义者。

## 生平
1903年大杉荣入东京外国语学校（今东京外国语大学学习，在校期间，加入平民社，成为社会主义者。1906年大杉荣从法语科毕业。毕业后不久因反对提高电车票价的示威运动，以“聚集凶徒罪”被捕入狱三个月。出狱后开始翻译克鲁泡特金的著作，也逐渐热衷于巴枯宁的思想。后在保释期间又以屋顶演讲事件，笔祸事件入狱数次。1907-1908年大杉荣与刘师培、张继等人的研究会有交流，并计划1908年暑假组织研究课程，但1908年6月，大杉荣因参与赤旗事件，与警察发生打斗，被判处两年半徒刑。
1910年幸德秋水被处决后，日本社会主义运动陷入低谷。1912年大杉荣和荒畑寒村等创刊《近代思想》，1914年创办《劳动新闻》，赋予社会主义运动一定生机，但后来两人因观点不同而分开，大杉荣坚持无政府主义，而荒畑寒村倾向于马克思主义。1916年，有家室的大杉荣与伊藤野枝和神近市子的情感纠葛演变成了日荫茶屋事件，大杉荣被神近市子刺伤，之后被同志们孤立，陷入低谷。1918年大杉荣创办《文明批评》等杂志，宣传无政府主义和“直接行动论”。在“米骚动”以后的工人运动蓬勃发展时期，通过《劳动运动》鼓吹工人的自主运动。
1920年日本工会运动越发高涨，开始讨论建立劳工统一战线的问题，但大杉荣影响下的信友会、正进会等无政府派与拥有大量马克思主义派年轻活动家的友爱会在普选运动和解决劳资纠纷的方法等问题上都存在对立。10月大杉荣潜赴上海，参与共产国际举办的远东社会主义者会议，接触过中俄的无政府主义者和马克思主义者。1923年初他经由上海前往欧洲，此时的大杉荣希望成立东亚无政府主义者的联合组织。
1923年大杉荣在巴黎郊外的国际劳动节集会上发表演说时被捕，被驱逐回国。同年9月16日，正值关东大地震混乱之时，大杉荣与妻子伊藤野枝、侄子橘宗一一起被宪兵队逮捕，被大尉甘粕正彦等杀害于东京宪兵总部，即甘粕事件。1923年10月25日在广州举行了大杉荣追悼会，后来的巴金也以芾甘的笔名写了《伟大的殉者》和《悼橘宗一》表示怀念。大杉荣葬于静冈市清水公园。